# 251 Menlove Avenue

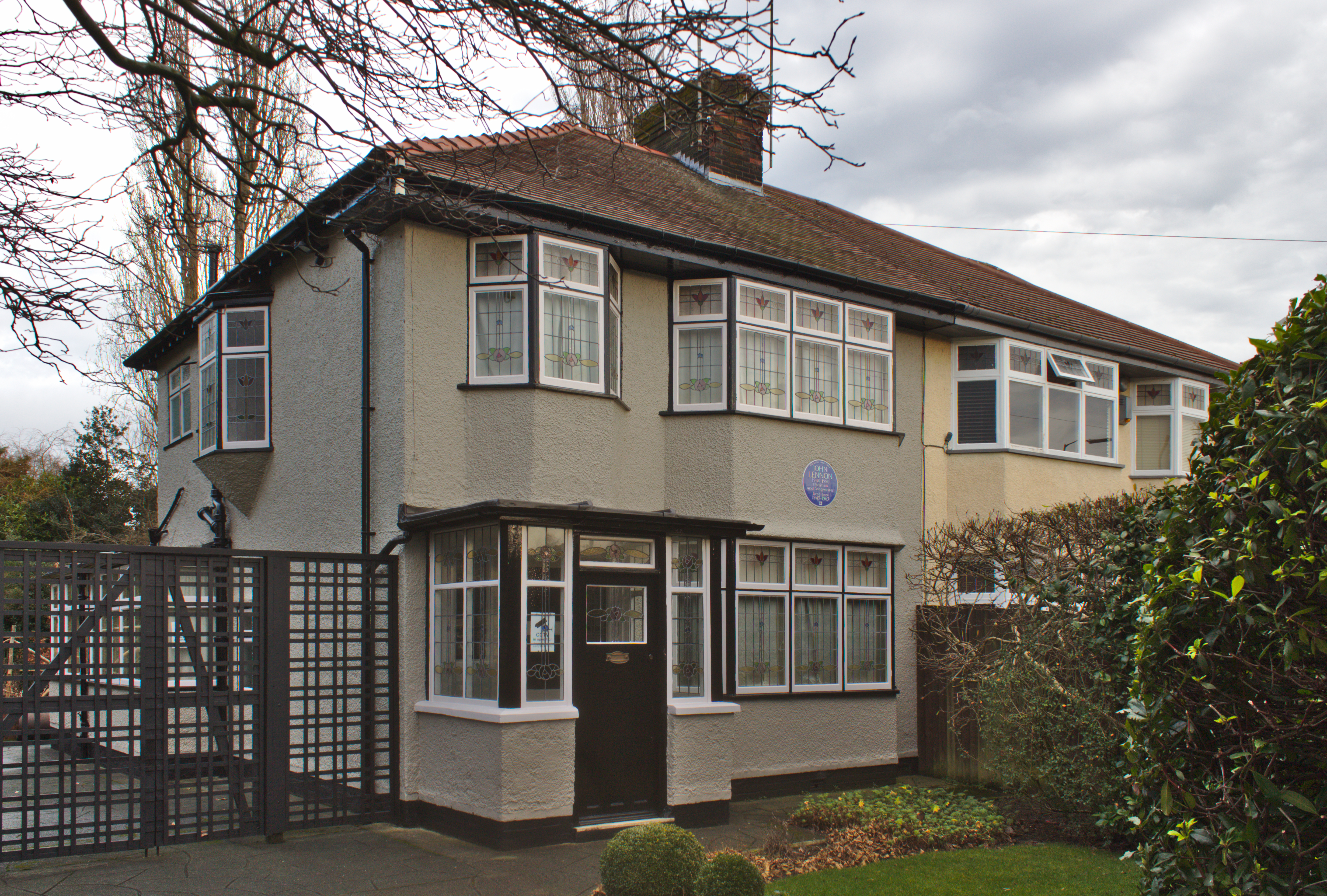
Dom przy 251 Menlove Avenue, John Lennon mieszkał w lewej połowie (styczeń 2020 r.)

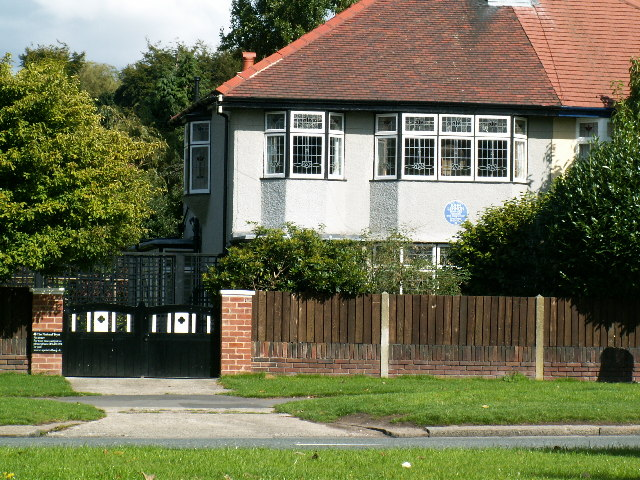
W tym domu John Lennon mieszkał 17 lat (2005 r.)

251 Menlove Avenue (znany jako Mendips) – dom w Liverpoolu, należący do organizacji National Trust. W latach 1945–1962 mieszkał w nim John Lennon, członek zespołu muzycznego The Beatles.
Dom znajduje się w Woolton, południowej dzielnicy Liverpoolu. Został zbudowany w latach 30. XX wieku jako bliźniak. Gdy mieszkał w nim Lennon, należał do jego ciotki Mimi Smith i jej męża, George’a. Małżeństwo wzięło go do siebie w 1945, gdy po rozwodzie z mężem matka Lennona nie potrafiła sobie dać rady. Lennon wyprowadził się stąd do Londynu mając 22 lata.
Pomimo wykupienia domu lat dziecięcych Johna Lennona, National Trust nie wykazywała zainteresowania przejęciem Mendips. Dom wykupiła wdowa po Johnie Lennonie, Yoko Ono, i ofiarowała organizacji. Po pracach związanych z przywróceniem wyglądu z lat 50., udostępniono go turystom 27 marca 2003.
Ono powiedziała: „Kiedy dom Johna został wystawiony na sprzedaż, zapragnęłam zachować go dla liverpoolczyków oraz fanów Johna Lennona oraz Beatlesów na całym świecie”. (Associated Press, 14 lutego 2003)
Dom występuje na okładce singla Oasis zatytułowanego „Live Forever”.